# Ферв'ю (Іллінойс)
Ферв'ю (англ. Fairview) — селище (англ. village) в США, в окрузі Фултон штату Іллінойс. Населення — 426 осіб (2020).

## Географія
Ферв'ю розташований за координатами 40°39′17″ пн. ш. 90°10′59″ зх. д. / 40.65472° пн. ш. 90.18306° зх. д. (40.654735, -90.183165). За даними Бюро перепису населення США в 2010 році селище мало площу 11,11 км², з яких 10,92 км² — суходіл та 0,19 км² — водойми.

## Демографія
Згідно з переписом 2010 року, у селищі мешкали 522 особи в 206 домогосподарствах у складі 146 родин. Густота населення становила 47 осіб/км². Було 219 помешкань (20/км²).
Расовий склад населення:
| - 97,9 % — білих - 0,8 % — чорних або афроамериканців - 0,4 % — азіатів - 0,2 % — корінних американців |

До двох чи більше рас належало 0,8 %. Частка іспаномовних становила 0,0 % від усіх жителів.
За віковим діапазоном населення розподілялося таким чином: 26,2 % — особи молодші 18 років, 56,4 % — особи у віці 18—64 років, 17,4 % — особи у віці 65 років та старші. Медіана віку мешканця становила 39,4 року. На 100 осіб жіночої статі у селищі припадало 97,0 чоловіків; на 100 жінок у віці від 18 років та старших — 95,4 чоловіків також старших 18 років.
Середній дохід на одне домашнє господарство становив 59 984 долари США (медіана — 55 096), а середній дохід на одну сім'ю — 69 078 доларів (медіана — 65 625). За межею бідності перебувало 9,1 % осіб, у тому числі 0,7 % дітей у віці до 18 років та 10,8 % осіб у віці 65 років та старших.
Цивільне працевлаштоване населення становило 239 осіб. Основні галузі зайнятості: освіта, охорона здоров'я та соціальна допомога — 25,5 %, виробництво — 14,6 %, сільське господарство, лісництво, риболовля — 13,8 %.